# Phyllastrephus cabanisi
Phyllastrephus cabanisi е вид птица от семейство Pycnonotidae.

## Разпространение
Видът е разпространен в Ангола, Бурунди, Замбия, Демократична република Конго, Кения, Малави, Мозамбик, Руанда, Судан, Танзания, Уганда и Южен Судан.